# Вітезслав Маха
Вітезслав Маха (чеськ. Vítězslav Mácha; 6 квітня 1948, Крмелін, ЧССР — 29 травня 2023) — чехословацький борець греко-римського стилю, дворазовий чемпіон світу, чемпіон, дворазовий срібний та дворазовий бронзовий призер чемпіонатів Європи, чемпіон та срібний призер Олімпійських ігор.

## Життєпис
Боротьбою почав займатися у дванадцять років, а через три роки під керівництвом тренера Каміля Одегнала став чемпіоном країни серед юніорів як з греко-римської, так і з вільної боротьби. У національній збірній дебютував на чемпіонаті Європи в Мінську 1967 року. Вітезслав Маха став одним з найуспішніших борців в історії Чехословаччини, вигравши всі найпрестижніші турніри — Олімпіаду, чемпіонат світу (двічі) та Європи.
Виступав за спортивний клуб «Baník Ostrava OKD» Острава. Восьмииразовий чемпіон ЧССР з греко-римської боротьби 1969—1971, 1973, 1975, 1977-1979. 
Відразу після завершення спортивної кар'єри очолив чехословацьку збірну, але особливих успіхів не досяг. Набагато успішніше розвивалася його любительська тренерська кар'єра. Він підготував трьох хлопців із села і за два роки вони вийшли у фінал чемпіонату країни, а за три роки один з них переміг. Він також був тренером у клубі та головою чеської асоціації боротьби. Після займався бізнесом.
Вітезслав Маха з братом, як і їхній батько, розводять поштових голубів, мають близько 150 птахів. Брати зі своїми вихованцями регулярно беруть участь у різноманітних голубиних змаганнях та у всесвітніх виставках, принаймні одну з яких, вони виграли.

## Спортивні результати на міжнародних змаганнях

### Виступи на Олімпіадах
| Змагання                    | Збірна         | Вагова категорія                 | Місце             |
| --------------------------- | -------------- | -------------------------------- | ----------------- |
| Літні Олімпійські ігри 1968 | Чехословаччина | греко-римська боротьба, до 70 кг | не вийшов з групи |
| Літні Олімпійські ігри 1972 | Чехословаччина | греко-римська боротьба, до 74 кг | Золото            |
| Літні Олімпійські ігри 1976 | Чехословаччина | греко-римська боротьба, до 74 кг | Срібло            |
| Літні Олімпійські ігри 1980 | Чехословаччина | греко-римська боротьба, до 74 кг | 6                 |

### Виступи на Чемпіонатах світу
| Змагання                        | Збірна         | Вагова категорія                 | Місце  |
| ------------------------------- | -------------- | -------------------------------- | ------ |
| Чемпіонат світу з боротьби 1973 | Чехословаччина | греко-римська боротьба, до 74 кг | 6      |
| Чемпіонат світу з боротьби 1974 | Чехословаччина | греко-римська боротьба, до 74 кг | Золото |
| Чемпіонат світу з боротьби 1975 | Чехословаччина | греко-римська боротьба, до 74 кг | 4      |
| Чемпіонат світу з боротьби 1977 | Чехословаччина | греко-римська боротьба, до 74 кг | Золото |

### Виступи на Чемпіонатах Європи
| Змагання                         | Збірна         | Вагова категорія                 | Місце  |
| -------------------------------- | -------------- | -------------------------------- | ------ |
| Чемпіонат Європи з боротьби 1972 | Чехословаччина | греко-римська боротьба, до 74 кг | Бронза |
| Чемпіонат Європи з боротьби 1973 | Чехословаччина | греко-римська боротьба, до 74 кг | Срібло |
| Чемпіонат Європи з боротьби 1974 | Чехословаччина | греко-римська боротьба, до 74 кг | Срібло |
| Чемпіонат Європи з боротьби 1975 | Чехословаччина | греко-римська боротьба, до 74 кг | Бронза |
| Чемпіонат Європи з боротьби 1977 | Чехословаччина | греко-римська боротьба, до 74 кг | Золото |